# Coenotephria potentillaria
Coenotephria potentillaria är en fjärilsart som beskrevs av Freyer 1858. Coenotephria potentillaria ingår i släktet Coenotephria och familjen mätare. Inga underarter finns listade i Catalogue of Life.